# Johann Heinrich Michael Andresse
Johann Heinrich Michael Andresse (* 7. Februar 1756 in Berlin; † 4. Oktober 1824 ebenda) war ein preußischer Jurist.

## Leben

### Familie
Johann Heinrich Michael Andresse war der einzige Sohn von Johann Michael Andresse (* 29. September 1724 in Polen; † April 1801 in Berlin), Musiklehrer und später Assistenzrat bei der Lotterie, und dessen Ehefrau Sophie Auguste (geb. Womerath auch Woneretz) (* 1723 in Dessau; † 10. April 1802 in Berlin).
Seine Vorfahren stammten aus Polen und trugen den Namen Jędrzejewski, den sein Vater später jedoch in Andressen veränderte. Die Familie lebte in der Französischen Kolonie (siehe auch Hugenotten in Berlin) in Berlin und sein Vater war zeitweise der Musiklehrer von Elisabeth Christine von Braunschweig-Wolfenbüttel-Bevern, die Ehefrau von Friedrich II. von Preußen.
Er war verheiratet mit der Kaufmannstochter Wilhelmine Charlotte Susanne (geb. Schartow); von ihren zwei Söhnen und fünf Töchtern sind namentlich bekannt:
- Pierre Louis Guillaume Andresse auch Peter Ludwig Wilhelm Andresse[2] (* 3. August 1789; † 1865), Dr. med., Sanitätsrat;
- Adolph Andresse;
- Henriette Andresse, verheiratet seit 1810[3] mit dem Lehrer Theodor Kniewel in Danzig;
- Wilhelmine Andresse, verheiratet mit Hofrat Strenge;
- Sophie Charlotte Andresse (* 14. September 1792; † 24. Januar 1878), verheiratet mit Charles Bernhard Guillaume Köhne (* 9. Mai 1789 in Cöslin; † 1860)[4], Geheimer Archivrat und Königlich Geheimer Staats-Archivar.

### Werdegang
Johann Heinrich Michael Andresse besuchte das Französische Gymnasium Berlin und immatrikulierte sich 1774 zu einem Studium der Rechtswissenschaften an der Universität Halle und hörte unter anderem die Vorlesungen von Daniel Nettelbladt und Johann Christian Woltaer. Nach Beendigung des Studiums wurde er 1777 Hauslehrer in der Familie Gualtieri und gab dazu Privatvorlesungen in Berlin; später war er noch der Erzieher von zwei Söhnen des Staatsministers Ernst Wilhelm von Schlabrendorf.
Am 8. April 1779 wurde er Advokat beim Französischen Obergericht in Berlin und war seit dem 22. April 1780 Notar.
Am 14. September 1780 erfolgte der Wechsel als Richter des Französischen Koloniegerichts und Direktor der Französischen Kolonie zu Magdeburg; gleichzeitig war er der Vorsteher der Kolonie in Neuhaldensleben.
Am 4. August 1784 wurde er durch Staatsminister Wolfgang Ferdinand von Dörnberg als Richter der Französischen Kolonie nach Berlin berufen und wurde damit Nachfolger des ausgeschiedenen Daniel Louis Darrest (1733–1792); gleichzeitig erhielt er das Prädikat Obergerichtsrat sowie Sitz und Stimme im Obergericht. Später wurde er noch Inspektor der französischen Fabriken in Berlin.
Nachdem 1811 das Obergericht aufgelöst worden war, wurde er als Vorsitzender Rat zum Stadtgericht Berlin versetzt und war seit 1821 Direktor der Zivildeputation des Stadtgerichts.